# 도널드 후블러

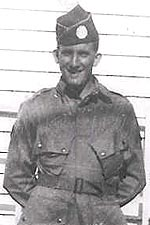

도널드 후블러(Donald Hoobler)(1923년 ~ 1945년)은 미국 육군 101 공수사단 506 낙하산 보병 연대 E 중대의 중대원으로써 제2차 세계 대전에 참전했던 참전 용사이며 미국 육군 하사 출신자이다.
후블러는 HBO에서 제작한 미니시리즈 《밴드 오브 브라더스》에서 벌지 전투 도중 비교전시 당시 자신의 총에 의한 총상을 맞고 전사한 것으로 묘사되었다.
순찰중이던 독일군을 사살한 후, 후블러는 루거 P08 권총을 노획하였다. 이 권총이 오발되어 우연히 후블러는 넓적다리에 총상을 입게 되었고, 동맥이 절단되었다. 그때 위생병 유진 로는 죽은 아군 시체를 찾아 숲 속을 수색하는 도중이었는데, 로가 돌아왔을 때에는 이미 후블러는 죽은 뒤였다.
미니시리즈 《밴드 오브 브라더스》에서 묘사된 것과는 달리, 로는 후블러가 부상을 당한 시점에 곁에 있었으며, 구급법을 실시하였다. 그러나 어찌되었든 밴드 오브 브라더스의 내용처럼 후블러는 이 총기 오발 사고로 인해 사망하였다.

## 같이 보기
- 미국 506 낙하산 보병 연대 E 중대
- 《밴드 오브 브라더스》